# L'ultimo cacciatore (film 1980)
L'ultimo cacciatore è un film di guerra italiano del 1980, diretto da Antonio Margheriti. La pellicola, firmata dal regista con lo pseudonimo Anthony M. Dawson, nasce sulla scia del successo di film come Il cacciatore del 1978 e Apocalypse Now del 1979.

## Trama
Gennaio 1973 periferia di Saigon. Durante la guerra del Vietnam il Capitano Harry Morris, insieme ai soldati Steve e Walsh, si reca in un bordello di Saigon. Steve,  sconvolto dalla morte di Carol (una ragazza con cui ha condiviso la rivolta studentesca del '68  e della quale è ancora innamorato), dopo essersi ubriacato cade in preda alla follia e uccide un uomo, per poi suicidarsi sparandosi in bocca con la pistola. Morris, ancora sotto shock per la perdita dell'amico, accetta di partire per una missione speciale tanto importante quanto pericolosa. Lo scopo dell'operazione è quello di individuare la base di una misteriosa stazione radiofonica da dove una speaker americana, con i suoi programmi, tende a indebolire lo spirito dei soldati. Dopo averla scovata l'ordine è quello di farla saltare in aria. Insieme al Capitano vi sono anche alcuni soldati e una fotoreporter con il vizio di fotografare sempre tutto perfino nei momenti più pericolosi.

## Produzione
Spinto dal produttore Gianfranco Couyoumdjian, Margheriti, decide di realizzare questa pellicola sulla scia del successo di film come Apocalypse Now e Il cacciatore. Dopo aver visitato i luoghi dove Francis Ford Coppola aveva girato il suo capolavoro i due decisero di ambientarci anche il loro film.
Il titolo di lavorazione, utilizzato durante le riprese della pellicola, è stato: "Cacciatore 2".

### Cast
Il ruolo di protagonista, anche per favorire la distribuzione internazionale, viene affidato ad un attore di lingua inglese che il regista aveva già conosciuto anni prima sul set di Giù la testa di Sergio Leone, il giovane neozelandese David Warbeck. Dopo questa pellicola Warbeck e Margheriti lavoreranno insieme molte altre volte. A Warbeck viene affiancato Malik Farrakhan, alias Tony King, un attore statunitense di colore.

### Riprese
Le riprese del film sono avvenute per gli esterni nelle Filippine in località Pagsanjan e nella provincia di Laguna della baia di Manila. Per gli interni invece sono stati utilizzati gli studi IN.CI.R. De Paolis in Italia.

## Distribuzione
Il film è stato distribuito nelle sale cinematografiche italiane nel mese di agosto del 1980.

### Data di uscita
Le date di uscita internazionali nel corso degli anni sono state:
- 22 agosto 1980 in Italia[5]
- 23 ottobre 1980 in Germania Ovest (Jäger der Apokalypse)[6]

La pellicola è conosciuta, a livello internazionale, anche con il titolo inglese The Last Hunter.

### Edizioni home video
- In Italia è stata distribuita per il mercato home video una videcassetta VHS della GVR Realvision (Cod. 840).
- Una versione in DVD è stata distribuita in Italia dalla Cinekult nel 2012 codice EAN: 8033109404846.[7]